# 와지지와 엔터테인먼트
와지지와 엔터테인먼트(WAJIJIWA Entertainment, 중국어: 哇唧唧哇娱乐, 병음: Wājījīwā Yúlè)는 중국의 연예 기획사로 2017년 4월 21일에 회사를 설립하였다.

## 소속 연예인

### 음악 그룹
- X구소년단
- 바보와 백치
- R1SE
- BY2
- S.i.S
- 경당소녀 303
- INTO1
- 은하계악단